# Orientierungslauf-Weltmeisterschaften 1999
Die 18. Orientierungslauf-Weltmeisterschaften fanden vom 1. August bis 8. August 1999 in der Umgebung der Stadt Inverness in Schottland statt.

## Männer

### Kurzdistanz
| Platz | Land | Athlet         | Zeit      |
| ----- | ---- | -------------- | --------- |
| 1     | NOR  | Jørgen Rostrup | 25:48 min |
| 2     | FIN  | Juha Peltola   | 26:11 min |
| 3     | FIN  | Janne Salmi    | 26:14 min |
| 4     | FIN  | Jani Lakanen   | 26:15 min |
| 5     | SWE  | Håkan Eriksson | 26:24 min |
| 6     | SWE  | Johan Ivarsson | 26:44 min |

Titelverteidiger:  Janne Salmi

Ort: Dallaschyile Wood

Länge: 3,6 km

Steigung: 50 m

Posten: 13

### Langdistanz
| Platz | Land | Athlet               | Zeit      |
| ----- | ---- | -------------------- | --------- |
| 1     | NOR  | Bjørnar Valstad      | 1:37:34 h |
| 2     | NOR  | Carl Henrik Bjørseth | 1:40:20 h |
| 3     | SUI  | Alain Berger         | 1:40:26 h |
| 4     | SWE  | Jimmy Birklin        | 1:42:29 h |
| 5     | SWE  | Johan Ivarsson       | 1:42:50 h |
| 6     | NOR  | Petter Thoresen      | 1:42:57 h |

Titelverteidiger:  Petter Thoresen

Ort: Glen Affric

Länge: 15,8 km

Steigung: 650 m

Posten: 26

### Staffel
| Platz | Land | Athleten                                                        | Zeit      |
| ----- | ---- | --------------------------------------------------------------- | --------- |
| 1     | NOR  | Tore Sandvik Bernt Bjørnsgaard Petter Thoresen Bjørnar Valstad  | 3:21:50 h |
| 2     | FIN  | Jani Lakanen Juha Peltola Mikael Boström Janne Salmi            | 3:25:27 h |
| 3     | SWE  | Jimmy Birklin Håkan Eriksson Jörgen Olsson Johan Ivarsson       | 3:26:50 h |
| 4     | SUI  | Daniel Giger Alain Berger Christoph Plattner Thomas Bührer      | 3:28:20 h |
| 5     | GBR  | Jon Duncan Jamie Stevenson Stephen Palmer Steven Hale           | 3:29:10 h |
| 6     | LTU  | Svajunas Ambrazas Nerijus Sulcys Marius Mazulis Edgaras Voveris | 3:31:45 h |

Titelverteidiger:  Torben Skovlyst, Carsten Jørgensen, Chris Terkelsen, Allan Mogensen

Ort: Loch Vaa & Kinchurdy

Länge: 7,9 km / 10,4 km

Steigung: 175 m / 210 m

Posten: 22 / 24

## Frauen

### Kurzdistanz
| Platz | Land | Athlet              | Zeit      |
| ----- | ---- | ------------------- | --------- |
| 1     | GBR  | Yvette Baker        | 25:55 min |
| 2     | AUT  | Lucie Böhm          | 26:57 min |
| 3     | GER  | Frauke Schmitt-Gran | 27:48 min |
| 4     | SWE  | Marlena Jansson     | 27:50 min |
|       | FIN  | Sanne Nymalm        | 27:50 min |
| 6     | NOR  | Hanne Sandstad      | 27:55 min |

Titelverteidigerin:  Lucie Böhm

Ort: Dallaschyile Wood

Länge: 3,6 km

Steigung: 50 m

Posten: 13

### Langdistanz
| Platza | Land | Athletin            | Zeit      |
| ------ | ---- | ------------------- | --------- |
| 1      | FIN  | Kirsi Boström       | 1:17:56 h |
| 2      | NOR  | Hanne Staff         | 1:18:29 h |
| 3      | FIN  | Johanna Asklöf      | 1:18:32 h |
| 4      | GBR  | Yvette Baker        | 1:19:09 h |
| 5      | NOR  | Hanne Sandstad      | 1:19:37 h |
| 6      | FIN  | Reeta-Mari Kolkkala | 1:19:45 h |

Titelverteidigerin:  Hanne Staff

Ort: Glen Affric

Länge: 10,3 km

Steigung: 380 m

Posten: 18

### Staffel
| Platz | Land | Athletinnen                                                           | Zeit      |
| ----- | ---- | --------------------------------------------------------------------- | --------- |
| 1     | NOR  | Birgitte Husebye Elisabeth Ingvaldsen Hanne Sandstad Hanne Staff      | 2:55:56 h |
| 2     | FIN  | Reeta-Mari Kolkkala Sanna Nymalm Kirsi Bostrom Johanna Asklöf         | 2:56:10 h |
| 3     | SWE  | Katarina Allberg Marlena Jansson Anette Granstedt Gunilla Svärd       | 2:57:59 h |
| 4     | GBR  | Kim Buckley Heather Monro Jenny James Yvette Baker                    | 2:58:05 h |
| 5     | SUI  | Vroni König-Salmi Käthi Widler Brigitte Wolf Sabrina Meister-Fesseler | 2:59:37 h |
| 6     | LTU  | Giedre Voveriene Vilma Rudzenskaite Rasa Jaugliene Danute Månsson     | 3:19:11 h |

Titelverteidigerinnen:  Anna Bogren, Gunilla Svärd, Cecilia Nilsson, Marlena Jansson

Ort: Loch Vaa & Kinchurdy

Länge: 6,2 km / 6,3 km

Steigung: 140 m

Posten: 16

## Medaillenspiegel
| Platz | Land                   | Gold | Silber | Bronze | Gesamt |
| ----- | ---------------------- | ---- | ------ | ------ | ------ |
| 1     | Norwegen               | 4    | 2      | -      | 6      |
| 2     | Finnland               | 1    | 3      | 2      | 6      |
| 3     | Vereinigtes Königreich | 1    | -      | -      | 1      |
| 4     | Österreich             | -    | 1      | -      | 1      |
| 5     | Schweden               | -    | -      | 2      | 2      |
| 6     | Deutschland            | -    | -      | 1      | 1      |
|       | Schweiz                | -    | -      | 1      | 1      |